# Doug Kyle
Doug Kyle (Toronto, 22 de julio de 1932-Calgary, 28 de agosto de 2023) fue un atleta canadiense especialista en la carrera de larga distancia que participó en los Juegos Olímpicos y fue fundador de la Maratón de Calgary.

## Carrera

### Universidad
Representó a los Michigan Wolverines en la NCAA donde fue campeón nacional en la prueba de 10000 metros en 1957.

### Juegos Olímpicos
Su primera aparición en los Juegos Olímpicos fue en la edición de Melbourne 1956 donde no pudo clasificar a la ronda final en la prueba de 5000 metros, y en la prueba de 10000 metros terminó en último lugar.
Cuatro años después en Roma 1960 fue eliminado en el segundo hit eliminatorio de la prueba de 5000 metros donde terminó en séptimo lugar entre 11 participantes, y en la prueba de 10000 metros terminó en la posición 24 entre 33 participantes.

### Juegos Panamericanos
Participó en la edición de Chicago 1959 donde ganó la medalla de plata en la prueba de 10000 metros y la medalla de bronce en la prueba de 5000 metros.
También participaría en la edición de Sao Paulo 1963 donde finalizó en cuarto lugar en la prueba de 5000 metros y en quinto lugar en el evento de 10000 metros.

### Juegos de la Mancomunidad
Representó a Canadá como parte del Imperio británico en los Juegos de la Mancomunidad de 1954 en Vancouver donde no completó la prueba de la tres millas, y tampoco pudo completar la prueba de seis millas.

## Muerte
Kyle sufrió un accidente automovilístico el 28 de agosto de 2023 cuando su vehículo se volcó, fue trasladado al hospital de Calgary donde moriría a los 91 años.